# ديف سيمز
ديف سيمز (بالإنجليزية: Dave Sims)‏ هو معلق رياضي أمريكي، ولد في 14 فبراير 1953 في فيلادلفيا في الولايات المتحدة.

## وصلات خارجية
- الموقع الرسمي